# Præsidentvalget i USA 1896
Præsidentvalget i USA 1896 var det 28. præsidentvalg, som blev afholdt tirsdag d. 3. november 1896. Den republikanske kandidat William McKinley — tidligere guvernør i Ohio — besejrede den demokratiske kandidat William Jennings Bryan — tidligere medlem af Repræsentanternes Hus. Valgkampagnen i 1896, der fandt sted under en økonomisk depression kendt som panikken i 1893, var en politisk omstilling, der blev begyndelsen på den progressive periode.
Den siddende demokratiske præsident Grover Cleveland søgte ikke genvalg til en anden periode i træk (hvilket ville have været hans tredje samlet). Dette efterlod den demokratiske nominering åben. Bryan, en advokat og tidligere kongresmedlem, galvaniserede støtte med sin "Cross of Gold"-tale, som opfordrede til reformer af det monetære system og ligeledes angreb virksomhedsledere og beskyldte disse for at være årsagen til den igangværende økonomiske depression. Det demokratiske konvent afviste Cleveland-administrationen og nominerede Bryan ved den femte afstemning i 1896. Bryan vandt derefter nomineringen af Populistpartiet, som havde vundet flere stater i 1892 og delte mange af Bryans politiske synspunkter. I opposition til Bryan dannede nogle konservative Bourbon-demokrater Det Nationale Demokratiske Parti og nominerede senator John M. Palmer. McKinley sejrede med stor margin ved den første afstemning ved det republikanske konvent i 1896.
Siden panikken i 1893 begyndte, havde nationen været inde i en dyb økonomisk depression, præget af lave priser, lav profit, høj arbejdsløshed og voldelige strejker. Økonomiske spørgsmål, især toldpolitik og spørgsmålet om, hvorvidt guldstandarden skulle bevares for pengemængden, var centrale spørgsmål. McKinley skabte en konservativ koalition, hvor forretningsmænd, fagfolk, fabriksarbejdere og velstående landmænd var stærkt repræsenteret, idet alle disse var forarget over Bryans landbrugspolitik. McKinley stod stærkest i byer, i det nordøstlige USA, øvre Midtvesten og langs Stillehavskysten. Republikansk kampagnechef Mark Hanna var banebrydende for mange moderne kampagneteknikker, som var muliggjort af et budget på 3,5 millioner dollars. Bryan præsenterede sin valgkamp som et korstog af de arbejdende mænd mod de rige, som Bryan mente, var medskyldige i at gøre USA fattigere idet de begrænsede pengemængden. Bryan mente, at der var rigeligt sølv i udbud, som kunne blive fabrikeret ind til mønter/penge, hvilket ville genoprette velstanden i USA. Bryan var stærkest i staterne i det sydlige, landlige Midtvesten og Rocky Mountain. Bryans moraliserende retorik og ønske om inflation fremmedgjorde konservative vælgere.
Bryan kæmpede hårdt i svingstaterne i Midtvesten, mens McKinley gennemførte en "veranda"-kampagne. McKinley vandt et flertal af vælgerstemmerne på landsplan, mens Bryan vandt 46,7% af vælgerstemmerne og Palmer knap 1%. Valgdeltagelsen var meget høj og passerede 90% af de stemmeberettigede mange steder. Det demokratiske partis afvisning af sin Bourbon-fraktion gav stort set Bryan og hans tilhængere kontrol over Det Demokratiske Parti indtil 1920'erne og satte scenen for republikansk herredømme ved de næstkommende præsidentvalg.

## Yderligere læsning
- Bensel, Richard Franklin (2008). Passion and Preferences: William Jennings Bryan and the 1896 Democratic National Convention. Cambridge U.P. ISBN 9780521717625.9780521717625
- Coletta, Paolo E. (1964). William Jennings Bryan, Political Evangelist. vol. 1. University of Nebraska Press.
- Diamond, William, "Urban and Rural Voting in 1896," American Historical Review, (1941) 46#2 s. 281–305 i JSTOR
- Durden, Robert F. "The 'Cow-bird' Grounded: The Populist Nomination of Bryan and Tom Watson in 1896," Mississippi Valley Historical Review (1963) 50#3 s. 397–423 i JSTOR
- Edwards, Rebecca. "Valget i 1896." OAH Magazine of History 13.4 (1999): 28–30. online kort oversigt
- Fite, Gilbert C. (2001). "The Election of 1896".  I Arthur Schlesinger (red.). History of American Presidential Elections. vol. 2.
- Glad, Paul W. (1964). McKinley, Bryan, and the People. ISBN 0-397-47048-7.0-397-47048-7
- Graff, Henry F. (2002). Grover Cleveland. ISBN 0-8050-6923-2.0-8050-6923-2
- Harpine, William D. Fra verandaen til forsiden: McKinley og Bryan i præsidentkampagnen i 1896 (2006) fokuserer på talerne og retorikken
- Jensen, Richard J. (1971). The Winning of the Midwest: Social and Political Conflict 1888–1896. ISBN 0-226-39825-0.0-226-39825-0
- Jones, Stanley L. (1964). The Presidential Election of 1896. ISBN 0-299-03094-6.0-299-03094-6
- Kazin, Michael . A Godly Hero: The Life of William Jennings Bryan (2006).
- Morgan, H. Wayne (2004). "chapter 10–11". William McKinley and His America. Kent State U. P. ISBN 9780873387651.9780873387651
- Rove, Karl (2015). The Triumph of William McKinley: Why the Election of 1896 Still Matters. Simon & Schuster. ISBN 9781476752952.9781476752952 detaljeret fortælling om hele kampagnen af Karl Rove, en fremtrædende republikansk kampagnrådgiver fra det 21. århundrede.
- Stonecash, Jeffrey M .; Silina, Everita. "Omstillingen fra 1896," American Politics Research, (jan. 2005) 33#1 s. 3–32
- Wanat, John og Karen Burke, "Estimering af graden af mobilisering og konvertering i 1890'erne: En undersøgelse af karakteren af valgændringer," American Political Science Review, (1982) 76#2 s. 360–70 i JSTOR
- Wells, Wyatt. Standardernes retorik: Debatten om guld og sølv i 1890'erne, " Journal of the Gilded Age and Progressive Era (2015). 14#1 s. 49–68.
- Williams, R. Hal (1978). Years of Decision: American Politics in the 1890s.
- Williams, R. Hal. (2010) Realigning America: McKinley, Bryan og det bemærkelsesværdige valg fra 1896 (University Press of Kansas) 250 pp

### Primære kilder
- Bryan, William Jennings. The First Battle: A Story of the Campaign of 1896 (1897), taler fra 1896 -kampagnen.
- National Democratic Committee (1896). Campaign Text-book of the National Democratic Party. National Democratic committee. Democratic campaign text Book.
  - Dette er gulddemokraternes håndbog og modsatte sig stærkt Bryan.
- Porter, Kirk H. og Donald Bruce Johnson, red. Nationale partiplatforme, 1840-1964 (1965) online 1840-1956

## Eksterne links
- Præsidentvalget i 1896: En ressourcevejledning fra Library of Congress
- 1896 vælgerstemmer efter distrikt
- Hvor tæt var valget i 1896? - Michael Sheppard, Massachusetts Institute of Technology
- McKinley & Hobart kampagnelommetørklæde i Staten Island Historical Society Online Collections Database
- Præsidentvalget i 1896: optælling af vælgerstemmer Arkiveret 23. september 2019 hos  Wayback Machine